# Anthony Fontana
 (septembre 2023).
Pour les articles homonymes, voir Fontana.
Anthony Fontana, né le 14 octobre 1999 à Newark dans le Delaware, est un joueur américain de soccer. Il joue au poste de milieu offensif à Ascoli.

## Biographie

### Carrière en club

#### Union de Philadelphie
Né à Newark dans le Delaware aux États-Unis, Anthony Fontana est issu de l'académie du Union de Philadelphie, où il est formé. Il signe son premier contrat lors de l'été 2017,. Il devient le sixième joueur formé au club de l'histoire de la franchise. Il est dans un premier temps intégré au Steel de Bethlehem, l'équipe réserve, qui évolue en USL Championship.
Il est intégré à l'équipe première en janvier 2018. Il joue son premier match le 4 mars 2018 en étant titularisé lors de la première journée de la saison 2018 de MLS face au Revolution de la Nouvelle-Angleterre. Fontana se fait remarquer en ouvrant le score, inscrivant ainsi son premier but dès sa première apparition. Son équipe l'emporte par deux buts à zéro ce jour-là,.

## Palmarès
En club:
 Philadelphia Union: Vainqueur du Supporter' Shield en 2020
En sélection nationale:
 CONCACAF U20: Vainqueur avec l'équipe des États-Unis de moins de 20 ans en 2018